# Glycaspis constricta
Glycaspis constricta är en insektsart som beskrevs av Campbell och Moore 1988. Glycaspis constricta ingår i släktet Glycaspis och familjen rundbladloppor. Inga underarter finns listade i Catalogue of Life.